# Wildbaan
Een wildbaan of jachtbaan  is een afgesloten stuk bos in een gebied met wild. Dieren binnen de wildbaan werden verzorgd en aangekweekt ten behoeve van de jacht. Een niet afgesloten wildbaan wordt een warande genoemd.

## Omheind
Wildbanen zijn omsloten door muren, hagen of hekken. Het wild daarbinnen bestond gewoonlijk uit herten, reeën, hazen of wilde zwijnen maar ook uit konijnen of fazanten. Het gebied diende groot genoeg te zijn om de dieren van voedsel en water te voorzien. Daartoe werden soms delen van het terrein bepoot met aardappels en werden delen met haver en rogge ingezaaid. ’s Winters werd erop toegezien dat het wild niet omkwam van gebrek. Naast drinkplaatsen en weides werden in grote wildbanen ook jachthuizen gebouwd. Voorbeelden van voorname jachthuizen zijn jachtslot Soestdijk en Het Loo. Jacht werd destijds gezien als een vorm van vermaak. Een bekend jager was Willem II die bij Dieren een enorm jachtterrein liet aanleggen van zo’n 1200 hectare dat werd omsloten door een manshoge, 18 kilometer lange 'Heyningh oft plancketsel'. Grootgrondbezitters richtten de omgeving van hun buitenplaatsen in met het oog op de jacht. Naast wildwallen om het akkerland te beschermen, lieten zij ook hekken op hun gronden plaatsen.

## Middeleeuwen
Wildbanen waren al bekend in de Middeleeuwen. Ze ontstonden vaak op grote stukken onontgonnen zandgebieden in het Midden-Nederlandse stuwwallengebied, de duinstreek en in Midden-Limburg. 
In de twintigste eeuw werd het houden van dieren steeds meer gereguleerd. De veranderde jacht- en veehouderijwetten had ook gevolgen voor de wildbanen. Om te voorkomen dat het wildsoorten als edelherten, moeflons, wilde zwijnen en reeën in nationale parken als vee zouden worden aangemerkt, werd bijvoorbeeld de wildbaan bij Het Loo flink uitgebreid. 